# 上田誠一郎
上田 誠一郎（うえだ せいいちろう、1961年9月2日  ）は、日本の法学者。同志社大学教授。法学博士（京都大学、2005）（修士論文「法律行為解釈の限界と不明確条項解釈準則ードイツ法における展開を中心として」）。専攻は民事法学。
| スタブアイコン | サブスタブ | この項目は、まだ閲覧者の調べものの参照としては役立たない、人物に関連した書きかけの項目です。この項目を加筆・訂正などしてくださる協力者を求めています（P:人物伝/PJ:人物伝）。 |